# Pasteitje

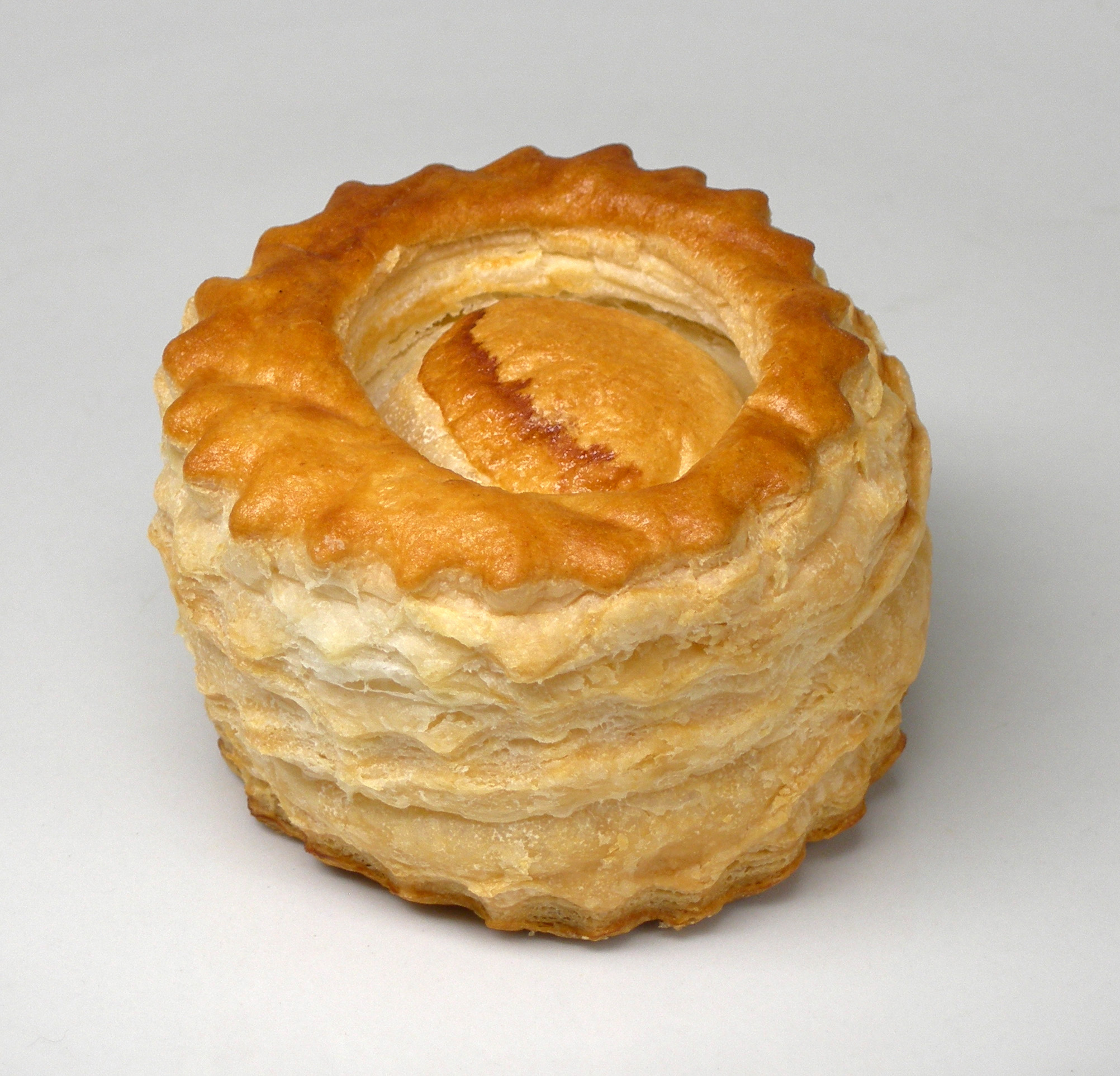
Pasteitje

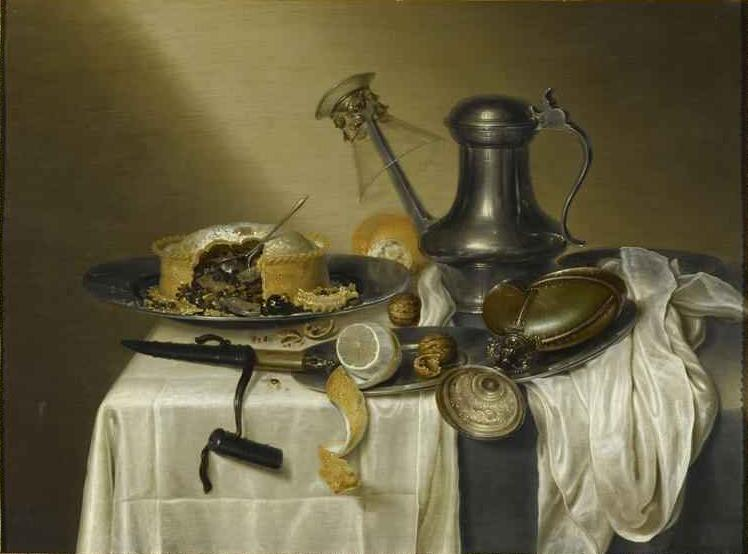
Stilleven met pastei uit 1644

Een pasteitje of vidé is een rond, warm, hartig bladerdeeggebakje dat traditioneel met kippenragout wordt gevuld. Met een pasteitje kan enkel het gebak worden bedoeld, doch als gerecht bestaat het uit het bladerdeeggebak en een daarbij horende vulling. Het gebakje lijkt op een rond doosje met deksel. Een pasteitje kan als tussengerecht worden geserveerd, maar ook wel als hoofdgerecht met frieten of brood.
Voorgebakken pastei-bakjes zijn verkrijgbaar bij de bakker of in de supermarkt. Het is de bedoeling om eerst het deksel uit het pasteitje te snijden, vervolgens worden het pasteitje en het deksel voorverwarmd in een bakoven. Daarna worden ze gevuld met een ragout, afgedekt met het deksel en vervolgens geserveerd.

## Ontstaan
Mogelijk is het huidige pasteitje in Zuid-Nederland bekend sinds de Franse Tijd. De uitvinder ervan zou de beroemde Franse kok Marie-Antoine Carême (Parijs, 1784-1833) zijn geweest. Hij zou per vergissing bladerdeeg hebben gebruikt in plaats van kruimel- en korstdeeg. Toen de man zag dat uit het platte deeg een torenachtig gebak was ontstaan, zou hij Il vole au vent (Hij vliegt in de lucht) hebben geroepen. Dit zou verklaren waarom het gebakje in andere talen vol-au-vent wordt genoemd. Een andere naamsverklaring zou zijn dat de gebakjes zó licht waren dat ze met de wind zouden wegwaaien.

## Voorganger
De oorspronkelijke pastei is minder luchtig en groter en wordt niet gemaakt van bladerdeeg, maar van brooddeeg. Dit soort gerechten werd al in de middeleeuwen gegeten. Ze komen ook voor op zeventiende-eeuwse schilderijen. De Engelse pie lijkt nog het meest op dit met vlees en groente gevuld baksel.